# Division Atlantique de la NBA
La division Atlantique (en anglais : Atlantic Division) est l'une des trois divisions de la Conférence Est de la National Basketball Association (NBA).
Créée en 1970, à la suite de la réorganisation du championnat NBA en 17 équipes, la division Atlantique se composait alors des Celtics de Boston, des Braves de Buffalo, des Knicks de New York et des 76ers de Philadelphie.
Par la suite plusieurs autres franchises évoluent au sein de cette division telles que les Nets de Brooklyn, les Wizards de Washington, les Hornets de Charlotte, le Heat de Miami, le Magic d'Orlando et les Raptors de Toronto.
Les Celtics de Boston ont remporté 26 titres de champions de la division Atlantique. Quatre équipes de la division ont été championnes NBA : les Celtics de Boston (1974, 1976, 1981, 1984, 1986, 2008 et 2024), les 76ers de Philadelphie (1983), les Knicks de New York (1973) et les Raptors de Toronto (2019).
En 1983, toutes les équipes de la division Atlantique ont eu un pourcentage de victoires supérieur à 50 %. Elles ont toutes participé aux playoffs en 1984.
Depuis 2004 et la création de la division Sud-Est, la division Atlantique se compose de cinq équipes : les Celtics de Boston, les Knicks de New York, les 76ers de Philadelphie, les Nets de Brooklyn et les Raptors de Toronto.
À l'aube de la saison 2021-2022, le champion de la division Atlantique reçoit le Nat "Sweetwater" Clifton Trophy, nommé en l'honneur de la légende de la ligue, Nat Clifton.

## Classement sur la saison actuelle
| Division Atlantique       | V  | D  | MJ | V/D  | GB | Dom   | Ext   | Div  |
| ------------------------- | -- | -- | -- | ---- | -- | ----- | ----- | ---- |
| Celtics de Boston - y     | 61 | 21 | 82 | .744 | –  | 29-13 | 33-8  | 14-2 |
| Knicks de New York - x    | 51 | 31 | 82 | .622 | 10 | 27-14 | 24-17 | 12-4 |
| Raptors de Toronto - o    | 30 | 52 | 82 | .366 | 31 | 18-23 | 12-29 | 8-8  |
| Nets de Brooklyn - o      | 26 | 56 | 82 | .317 | 35 | 12-29 | 14-27 | 3-13 |
| 76ers de Philadelphie - o | 24 | 58 | 82 | .293 | 37 | 12-29 | 12-29 | 3-13 |

## Équipes de la division Atlantique
- Celtics de Boston, depuis 1970.
- Nets de Brooklyn, depuis 1976.
- Knicks de New York, depuis 1970.
- 76ers de Philadelphie, depuis 1970.
- Raptors de Toronto, depuis 2004.

## Anciennes équipes de la division Atlantique
- Braves de Buffalo
- Hornets de La Nouvelle-Orléans
- Heat de Miami
- Magic d'Orlando
- Wizards de Washington

## Champions de la division Atlantique
Légende :
- Vainqueur des Finales NBA
- Finaliste des Finales NBA

| Saison    | Franchise             | Bilan | %    | Résultats en playoffs |
| --------- | --------------------- | ----- | ---- | --- |
| 1970-1971 | Knicks de New York    | 52-30 | 63,4 | Victoire - Demi-finale de conférence Est (Hawks) 4-1 Défaite - Finale de conférence Est (Bullets) 4-3                                                                               |
| 1971-1972 | Celtics de Boston     | 56-26 | 68,3 | Victoire - Demi-finale de conférence Est (Hawks) 4-2 Défaite - Finale de conférence Est (Knicks) 4-1                                                                                |
| 1972-1973 | Celtics de Boston     | 68-14 | 82,9 | Victoire - Demi-finale de conférence Est (Hawks) 4-2 Défaite - Finale de conférence Est (Knicks) 4-3                                                                                |
| 1973-1974 | Celtics de Boston     | 56-26 | 68,3 | Victoire - Demi-finale de conférence Est (Braves) 4-2 Victoire - Finale de conférence Est (Knicks) 4-1 Victoire - Finales NBA (Bucks) 4-3                                           |
| 1974-1975 | Celtics de Boston     | 60-22 | 73,2 | Victoire - Demi-finale de conférence Est (Braves) 4-2 Défaite - Finale de conférence Est (Bullets) 4-2                                                                              |
| 1975-1976 | Celtics de Boston     | 54-28 | 65,9 | Victoire - Demi-finale de conférence Est (Braves) 4-2 Victoire - Finale de conférence Est (Cavaliers) 4-2 Victoire - Finales NBA (Suns) 4-2                                         |
| 1976-1977 | 76ers de Philadelphie | 50-32 | 61,0 | Victoire - Demi-finale de conférence Est (Celtics) 4-3 Victoire - Finale de conférence Est (Rockets) 4-2 Défaite - Finales NBA (Trail Blazers) 4-2                                  |
| 1977-1978 | 76ers de Philadelphie | 55-27 | 67,1 | Victoire - Demi-finale de conférence Est (Knicks) 4-0 Défaite - Finale de conférence Est (Bullets) 4-2                                                                              |
| 1978-1979 | Bullets de Washington | 54-28 | 65,9 | Victoire - Demi-finale de conférence Est (Hawks) 4-3 Victoire - Finale de conférence Est (Spurs) 4-3 Défaite - Finales NBA (SuperSonics) 4-1                                        |
| 1979-1980 | Celtics de Boston     | 61-21 | 74,4 | Victoire - Demi-finale de conférence Est (Rockets) 4-0 Défaite - Finale de conférence Est (76ers) 4-1                                                                               |
| 1980-1981 | Celtics de Boston     | 62-20 | 75,6 | Victoire - Demi-finale de conférence Est (Bulls) 4-0 Victoire - Finale de conférence Est (76ers) 4-3 Victoire - Finales NBA (Rockets) 4-2                                           |
| 1981-1982 | Celtics de Boston     | 63-19 | 76,8 | Victoire - Demi-finale de conférence Est (Bullets) 4-1 Défaite - Finale de conférence Est (76ers) 4-3                                                                               |
| 1982-1983 | 76ers de Philadelphie | 65-17 | 79,3 | Victoire - Demi-finale de conférence Est (Knicks) 4-0 Victoire - Finale de conférence Est (Bucks) 4-1 Victoire - Finales NBA (Lakers) 4-0                                           |
| 1983-1984 | Celtics de Boston     | 62-20 | 75,6 | Victoire - 1er tour Est (Bullets) 3-1 Victoire - Demi-finale de conférence Est (Knicks) 4-3 Victoire - Finale de conférence Est (Bucks) 4-1 Victoire - Finales NBA (Lakers)         |
| 1984-1985 | Celtics de Boston     | 63-19 | 76,8 | Victoire - 1er tour Est (Cavaliers) 3-1 Victoire - Demi-finale de conférence Est (Pistons) 4-2 Victoire - Finale de conférence Est (76ers) 4-1 Défaite - Finales NBA (Lakers) 4-2   |
| 1985-1986 | Celtics de Boston     | 67-15 | 81,7 | Victoire - 1er tour Est (Bulls) 3-0 Victoire - Demi-finale de conférence Est (Hawks) 4-1 Victoire - Finale de conférence Est (Bucks) 4-0 Victoire - Finales NBA (Rockets) 4-2       |
| 1986-1987 | Celtics de Boston     | 59-23 | 72,0 | Victoire - 1er tour Est (Bulls) 3-0 Victoire - Demi-finale de conférence Est (Bucks) 4-3 Victoire - Finale de conférence Est (Pistons) 4-3 Défaite - Finales NBA (Lakers) 4-2       |
| 1987-1988 | Celtics de Boston     | 57-25 | 69,5 | Victoire - 1er tour Est (Knicks) 3-1 Victoire - Demi-finale de conférence Est (Hawks) 4-3 Défaite - Finale de conférence Est (Pistons) 4-2                                          |
| 1988-1989 | Knicks de New York    | 52-30 | 63,4 | Victoire - 1er tour Est (76ers) 3-0 Défaite - Demi-finale de conférence Est (Bulls) 4-2                                                                                             |
| 1989-1990 | 76ers de Philadelphie | 53-29 | 64,6 | Victoire - 1er tour Est (Cavaliers) 3-2 Défaite - Demi-finale de conférence Est (Bulls) 4-1                                                                                         |
| 1990-1991 | Celtics de Boston     | 56-26 | 68,3 | Victoire - 1er tour Est (Pacers) 3-2 Défaite - Demi-finale de conférence Est (Pistons) 4-2                                                                                          |
| 1991-1992 | Celtics de Boston     | 51-31 | 62,2 | Victoire - 1er tour Est (Pacers) 3-0 Défaite - Demi-finale de conférence Est (Cavaliers) 4-3                                                                                        |
| 1992-1993 | Knicks de New York    | 60-22 | 73,2 | Victoire - 1er tour Est (Pacers) 3-1 Victoire - Demi-finale de conférence Est (Hornets) 4-1 Défaite - Finale de conférence Est (Bulls) 4-2                                          |
| 1993-1994 | Knicks de New York    | 57-25 | 69,5 | Victoire - 1er tour Est (Nets) 3-1 Victoire - Demi-finale de conférence Est (Bulls) 4-3 Victoire - Finale de conférence Est (Pacers) 4-3 Défaite - Finales NBA (Rockets) 4-3        |
| 1994-1995 | Magic d'Orlando       | 57-25 | 69,5 | Victoire - 1er tour Est (Celtics) 3-1 Victoire - Demi-finale de conférence Est (Bulls) 4-2 Victoire - Finale de conférence Est (Pacers) 4-3 Défaite - Finales NBA (Rockets) 4-0     |
| 1995-1996 | Magic d'Orlando       | 60-22 | 73,2 | Victoire - 1er tour Est (Pistons) 3-0 Victoire - Demi-finale de conférence Est (Hawks) 4-1 Défaite - Finale de conférence Est (Bulls) 4-0                                           |
| 1996-1997 | Heat de Miami         | 61-21 | 74,4 | Victoire - 1er tour Est (Magic) 3-2 Victoire - Demi-finale de conférence Est (Knicks) 4-3 Défaite - Finale de conférence Est (Bulls) 4-1                                            |
| 1997-1998 | Heat de Miami         | 55-27 | 67,1 | Défaite - 1er tour Est (Knicks) 3-2 |
| 1998-1999 | Heat de Miami         | 33-17 | 66,0 | Défaite - 1er tour Est (Knicks) 3-2 |
| 1999-2000 | Heat de Miami         | 52-30 | 63,4 | Victoire - 1er tour Est (Pistons) 3-0 Défaite - Demi-finale de conférence Est (Knicks) 4-3                                                                                          |
| 2000-2001 | 76ers de Philadelphie | 56-26 | 68,3 | Victoire - 1er tour Est (Pacers) 3-1 Victoire - Demi-finale de conférence Est (Raptors) 4-3 Victoire - Finale de conférence Est (Bucks) 4-3 Défaite - Finales NBA (Lakers) 4-1      |
| 2001-2002 | Nets du New Jersey    | 52-30 | 63,4 | Victoire - 1er tour Est (Pacers) 3-2 Victoire - Demi-finale de conférence Est (Hornets) 4-1 Victoire - Finale de conférence Est (Celtics) 4-2 Défaite - Finales NBA (Lakers) 4-0    |
| 2002-2003 | Nets du New Jersey    | 49-33 | 59,8 | Victoire - 1er tour Est (Bucks) 4-2 Victoire - Demi-finale de conférence Est (Celtics) 4-0 Victoire - Finale de conférence Est (Pistons) 4-0 Défaite - Finales NBA (Spurs) 4-2      |
| 2003-2004 | Nets du New Jersey    | 47-35 | 57,3 | Victoire - 1er tour Est (Knicks) 4-0 Défaite - Demi-finale de conférence Est (Pistons) 4-3                                                                                          |
| 2004-2005 | Celtics de Boston     | 45-37 | 54,9 | Défaite - 1er tour Est (Pacers) 4-3 |
| 2005-2006 | Nets du New Jersey    | 49-33 | 59,8 | Victoire - 1er tour Est (Pacers) 4-2 Défaite - Demi-finale de conférence Est (Heat) 4-1                                                                                             |
| 2006-2007 | Raptors de Toronto    | 47-35 | 57,3 | Défaite - 1er tour Est (Nets) 4-2 |
| 2007-2008 | Celtics de Boston     | 66-16 | 80,5 | Victoire - 1er tour Est (Hawks) 4-3 Victoire - Demi-finale de conférence Est (Cavaliers) 4-3 Victoire - Finale de conférence Est (Pistons) 4-2 Victoire - Finales NBA (Lakers) 4-2  |
| 2008-2009 | Celtics de Boston     | 62-20 | 75,6 | Victoire - 1er tour Est (Bulls) 4-3 Défaite - Demi-finale de conférence Est (Magic) 4-3                                                                                             |
| 2009-2010 | Celtics de Boston     | 50-32 | 61,0 | Victoire - 1er tour Est (Heat) 4-1 Victoire - Demi-finale de conférence Est (Cavaliers) 4-2 Victoire - Finale de conférence Est (Magic) 4-2 Défaite - Finales NBA (Lakers) 4-3      |
| 2010-2011 | Celtics de Boston     | 56-26 | 68,3 | Victoire - 1er tour Est (Knicks) 4-0 Défaite - Demi-finale de conférence Est (Heat) 4-1                                                                                             |
| 2011-2012 | Celtics de Boston     | 39-27 | 59,1 | Victoire - 1er tour Est (Hawks) 4-2 Victoire - Demi-finale de conférence Est (76ers) 4-3 Défaite - Finale de conférence Est (Heat) 4-3                                              |
| 2012-2013 | Knicks de New York    | 54-28 | 65,9 | Victoire - 1er tour Est (Celtics) 4-2 Défaite - Demi-finale de conférence Est (Pacers) 4-2                                                                                          |
| 2013-2014 | Raptors de Toronto    | 48-34 | 58,5 | Défaite - 1er tour Est (Nets) 4-3 |
| 2014-2015 | Raptors de Toronto    | 49-33 | 59,8 | Défaite - 1er tour Est (Wizards) 4-0 |
| 2015-2016 | Raptors de Toronto    | 56-26 | 68,3 | Victoire - 1er tour Est (Pacers) 4-3 Victoire - Demi-finale de conférence Est (Heat) 4-3 Défaite - Finale de conférence Est (Cavaliers) 4-2                                         |
| 2016-2017 | Celtics de Boston     | 53-29 | 64,6 | Victoire - 1er tour Est (Bulls) 4-2 Victoire - Demi-finale de conférence Est (Wizards) 4-3 Défaite - Finale de conférence Est (Cavaliers) 4-1                                       |
| 2017-2018 | Raptors de Toronto    | 59-23 | 72,0 | Victoire - 1er tour Est (Wizards) 4-2 Défaite - Demi-finale de conférence Est (Cavaliers) 4-0                                                                                       |
| 2018-2019 | Raptors de Toronto    | 58-24 | 70,7 | Victoire - 1er tour Est (Magic) 4-1 Victoire - Demi-finale de conférence Est (76ers) 4-3 Victoire - Finale de conférence Est (Bucks) 4-2 Victoire - Finales NBA (Warriors) 4-2      |
| 2019-2020 | Raptors de Toronto    | 53-19 | 73,6 | Victoire - 1er tour Est (Nets) 4-0 Défaite - Demi-finale de conférence Est (Celtics) 4-3                                                                                            |
| 2020-2021 | 76ers de Philadelphie | 49-23 | 68,1 | Victoire - 1er tour Est (Wizards) 4-1 Défaite - Demi-finale de conférence Est (Hawks) 4-3                                                                                           |
| 2021-2022 | Celtics de Boston     | 51-31 | 62,2 | Victoire - 1er tour Est (Nets) 4-0 Victoire - Demi-finale de conférence Est (Bucks) 4-3 Victoire - Finale de conférence Est (Heat) 4-3 Défaite - Finales NBA (Warriors) 4-2         |
| 2022-2023 | Celtics de Boston     | 57-25 | 69,5 | Victoire - 1er tour Est (Hawks) 4-2 Victoire - Demi-finale de conférence Est (76ers) 4-3 Défaite - Finale de conférence Est (Heat) 4-3                                              |
| 2023-2024 | Celtics de Boston     | 64-18 | 78,0 | Victoire - 1er tour Est (Heat) 4-1 Victoire - Demi-finale de conférence Est (Cavaliers) 4-1 Victoire - Finale de conférence Est (Pacers) 4-0 Victoire - Finales NBA (Mavericks) 4-1 |
| 2024-2025 | Celtics de Boston     | 61-21 | 74,4 | Victoire - 1er tour Est (Magic) 4-1 Défaite - Demi-finale de conférence Est (Knicks) 4-2                                                                                            |

## Liste des équipes championnes de la division Atlantique
| Franchise                      | Titres | Dernier titre | Années |
| ------------------------------ | ------ | ------------- | --- |
| Celtics de Boston              | 26     | 2025          | 1972, 1973, 1974, 1975, 1976, 1980, 1981, 1982, 1984, 1985, 1986, 1987, 1988, 1991, 1992, 2005, 2008, 2009, 2010, 2011, 2012, 2017, 2022, 2023, 2024, 2025 |
| Raptors de Toronto             | 7      | 2020          | 2007, 2014, 2015, 2016, 2018, 2019, 2020 |
| 76ers de Philadelphie          | 6      | 2021          | 1977, 1978, 1983, 1990, 2001, 2021 |
| Knicks de New York             | 5      | 2013          | 1971, 1989, 1993, 1994, 2013 |
| Nets de Brooklyn/du New Jersey | 4      | 2006          | 2002, 2003, 2004, 2006 |
| Heat de Miami                  | 4      | 2000          | 1997, 1998, 1999, 2000 |
| Magic d'Orlando                | 2      | 1996          | 1995, 1996 |
| Wizards/Bullets de Washington  | 1      | 1979          | 1979 |

- en italique : Anciens membres de la division

## Résultats saison par saison
Légende :
- Vainqueur des Finales NBA
- Finaliste des Finales NBA
- Qualifié pour les séries éliminatoires
- Qualifié pour le tournoi play-in
- B : Non-qualifié pour la NBA Bubble 2020

| Saison | Bilan des équipes    | Bilan des équipes    | Bilan des équipes    | Bilan des équipes    | Bilan des équipes    | Bilan des équipes    | Bilan des équipes    |
| --- | -------------------- | -------------------- | -------------------- | -------------------- | -------------------- | -------------------- | -------------------- |
| Saison | 1er                  | 2e                   | 3e                   | 4e                   | 5e                   | 6e                   | 7e                   |
| 1970 : La division Atlantique est formée initialement avec quatre équipes, les Celtics de Boston, les Knicks de New York et les 76ers de Philadelphie de la division Est, ainsi que les Braves de Buffalo, en tant qu'équipe d'expansion. |                      |                      |                      |                      |                      |                      |                      |
| 1970-1971 | New York (52-30)     | Philadelphie (47-35) | Boston (44-38)       | Buffalo (22-60)      |                      |                      |                      |
| 1971-1972 | Boston (56-26)       | New York (48-34)     | Philadelphie (30-52) | Buffalo (22-60)      |                      |                      |                      |
| 1972-1973 | Boston (68-14)       | New York (57-25)     | Buffalo (21-61)      | Philadelphie (9-73)  |                      |                      |                      |
| 1973-1974 | Boston (56-26)       | New York (49-33)     | Buffalo (42-40)      | Philadelphie (25-57) |                      |                      |                      |
| 1974-1975 | Boston (60-22)       | Buffalo (49-33)      | New York (40-42)     | Philadelphie (34-48) |                      |                      |                      |
| 1975-1976 | Boston (54-28)       | Philadelphie (46-36) | Buffalo (46-36)      | New York (38-44)     |                      |                      |                      |
| 1976 : L'ABA fusionne avec la NBA, les Nets de New York rejoignent la division. |                      |                      |                      |                      |                      |                      |                      |
| 1976-1977 | Philedelphie (50-32) | Boston (44-38)       | NY Knicks (40-42)    | Buffalo (30-52)      | NY Nets (22-60)      |                      |                      |
| 1977 : Les Nets de New York déménagent et sont renommées les Nets du New Jersey. |                      |                      |                      |                      |                      |                      |                      |
| 1977-1978 | Philadelphie (55-27) | NY Knicks (43-39)    | Boston (32-50)       | Buffalo (27-55)      | NY Nets (24-85)      |                      |                      |
| 1978 : Les Bullets de Washington arrivent de la division Centrale. Les Braves de Buffalo déménagent et sont renommés les Clippers de San Diego, et rejoignent la division Pacifique.                                                      |                      |                      |                      |                      |                      |                      |                      |
| 1978-1979 | Washington (54-28)   | Philadelphie (47-38) | New Jersey (37-45)   | New York (31-51)     | Boston (29-53)       |                      |                      |
| 1979-1980 | Boston (61-21)       | Philadelphie (59-23) | Washington (39-43)   | New York (39-43)     | New Jersey (34-48)   |                      |                      |
| 1980-1981 | Boston (62-20)       | Philadelphie (62-20) | New York (50-32)     | Washington (39-43)   | New Jersey (24-58)   |                      |                      |
| 1981-1982 | Boston (63-19)       | Philadelphie (58-24) | New Jersey (44-38)   | Washington (43-39)   | New York (33-49)     |                      |                      |
| 1982-1983 | Philadelphie (65-17) | Boston (56-26)       | New Jersey (49-33)   | New York (44-38)     | Washington (42-40)   |                      |                      |
| 1983-1984 | Boston (62-20)       | Philadelphie (52-30) | New York (47-35)     | New Jersey (45-37)   | Washington (35-47)   |                      |                      |
| 1984-1985 | Boston (63-19)       | Philadelphie (58-24) | New Jersey (42-40)   | Washington (40-42)   | New York (24-58)     |                      |                      |
| 1985-1986 | Boston (67-15)       | Philadelphie (54-28) | Washington (39-43)   | New Jersey (39-43)   | New York (23-59)     |                      |                      |
| 1986-1987 | Boston (59-23)       | Philadelphie (45-37) | Washington (42-40)   | New Jersey (24-58)   | New York (24-58)     |                      |                      |
| 1987-1988 | Boston (57-25)       | Washington (38-44)   | New York (38-44)     | Philadelphie (36-46) | New Jersey (19-63)   |                      |                      |
| 1988 : Les Hornets de Charlotte rejoignent la division en tant qu'équipe d'expansion. |                      |                      |                      |                      |                      |                      |                      |
| 1988-1989 | New York (52-30)     | Philadelphie (46-36) | Boston (42-40)       | Washington (40-42)   | New Jersey (26-56)   | Charlotte (20-62)    |                      |
| 1989 : Le Heat de Miami arrive de la division Midwest. Les Hornets de Charlotte rejoignent la division Midwest. |                      |                      |                      |                      |                      |                      |                      |
| 1989-1990 | Philadelphie (53-29) | Boston (52-30)       | New York (45-37)     | Washington (31-51)   | Miami (18-64)        | New Jersey (17-65)   |                      |
| 1990-1991 | Boston (56-26)       | Philadelphie (44-38) | New York (39-43)     | Washington (30-52)   | New Jersey (26-56)   | Miami (24-58)        |                      |
| 1991 : Le Magic d'Orlando arrive de la division Midwest. |                      |                      |                      |                      |                      |                      |                      |
| 1991-1992 | Boston (51-31)       | New York (51-31)     | New Jersey (40-42)   | Miami (38-44)        | Philadelphie (35-47) | Washington (25-57)   | Orlando (21-61)      |
| 1992-1993 | New York (60-22)     | Boston (48-34)       | New Jersey (43-39)   | Orlando (41-41)      | Miami (36-46)        | Philadelphie (26-56) | Washington (22-60)   |
| 1993-1994 | New York (57-25)     | Orlando (50-32)      | New Jersey (45-37)   | Miami (42-40)        | Boston (32-50)       | Philadelphie (25-57) | Washington (24-58)   |
| 1994-1995 | Orlando (57-25)      | New York (55-27)     | Boston (35-47)       | Miami (32-50)        | New Jersey (30-52)   | Philadelphie (54-28) | Washington (21-61)   |
| 1995-1996 | Orlando (60-22)      | New York (47-35)     | Miami (42-40)        | Washington (39-43)   | Boston (33-49)       | New Jersey (30-52)   | Philadelphie (48-64) |
| 1996-1997 | Miami (61-21)        | New York (57-25)     | Orlando (45-37)      | Washington (44-38)   | New Jersey (26-56)   | Philadelphie (22-60) | Boston (15-67)       |
| 1997 : Les Bullets de Washington sont renommés les Wizards de Washington. |                      |                      |                      |                      |                      |                      |                      |
| 1997-1998 | Miami (55-27)        | New York (43-39)     | New Jersey (43-39)   | Washington (42-40)   | Orlando (41-41)      | Boston (36-46)       | Philadelphie (31-51) |
| 1998-1999 | Miami (33-17)        | Orlando (33-17)      | Philadelphie (28-20) | New York (27-23)     | Boston (19-31)       | Washington (18-32)   | New Jersey (16-34)   |
| 1999-2000 | Miami (52-30)        | New York (50-32)     | Philadelphie (49-33) | Orlando (41-41)      | Boston (35-47)       | New Jersey (31-51)   | Washington (29-53)   |
| 2000-2001 | Philadelphie (56-26) | Miami (50-32)        | New York (48-34)     | Orlando (43-39)      | Boston (36-46)       | New Jersey (26-56)   | Washington (19-63)   |
| 2001-2002 | New Jersey (52-30)   | Boston (49-33)       | Orlando (44-38)      | Philadelphie (43-39) | Washington (37-45)   | Miami (36-46)        | New York (30-52)     |
| 2002-2003 | New Jersey (49-33)   | Philadelphie (48-34) | Boston (44-38)       | Orlando (42-40)      | Washington (37-45)   | New York (37-45)     | Miami (25-57)        |
| 2003-2004 | New Jersey (47-35)   | Miami (42-40)        | New York (39-43)     | Boston (36-46)       | Philadelphie (33-49) | Washington (25-57)   | Orlando (21-61)      |
| 2004 : Les Raptors de Toronto arrivent de la division Centrale. Le Heat de Miami, le Magic d'Orlando et les Wizards de Washington rejoignent la division Sud-Est.                                                                         |                      |                      |                      |                      |                      |                      |                      |
| 2004-2005 | Boston (45-37)       | Philadelphie (43-39) | New Jersey (42-40)   | Toronto (33-49)      | New York (33-49)     |                      |                      |
| 2005-2006 | New Jersey (49-33)   | Philadelphie (38-44) | Boston (33-49)       | Toronto (27-55)      | New York (23-59)     |                      |                      |
| 2006-2007 | Toronto (47-35)      | New Jersey (41-41)   | Philadelphie (35-47) | New York (33-49)     | Boston (24-58)       |                      |                      |
| 2007-2008 | Boston (66-16)       | Toronto (41-41)      | Philadelphie (30-42) | New Jersey (34-48)   | New York (23-59)     |                      |                      |
| 2008-2009 | Boston (62-20)       | Philadelphie (41-41) | New Jersey (34-48)   | Toronto (33-49)      | New York (32-50)     |                      |                      |
| 2009-2010 | Boston (50-32)       | Toronto (40-42)      | New York (29-53)     | Philadelphie (27-55) | New Jersey (12-70)   |                      |                      |
| 2010-2011 | Boston (56-26)       | New York (42-40)     | Philadelphie (41-41) | New Jersey (24-58)   | Toronto (22-60)      |                      |                      |
| 2011-2012 | Boston (39-27)       | New York (36-30)     | Philadelphie (35-31) | Toronto (23-43)      | New Jersey (22-44)   |                      |                      |
| 2012 : Les Nets du New Jersey déménagent et sont renommés les Nets de Brooklyn. |                      |                      |                      |                      |                      |                      |                      |
| 2012-2013 | New York (54-28)     | Brooklyn (49-33)     | Boston (41-40)       | Philadelphie (34-48) | Toronto (34-48)      |                      |                      |
| 2013-2014 | Toronto (48-34)      | Brooklyn (44-38)     | New York (37-45)     | Boston (25-57)       | Philadelphie (19-63) |                      |                      |
| 2014-2015 | Toronto (49-33)      | Boston (40-42)       | Brooklyn (38-44)     | Philadelphie (18-64) | New York (17-65)     |                      |                      |
| 2015-2016 | Toronto (56-26)      | Boston (48-34)       | New York (32-50)     | Brooklyn (21-61)     | Philadelphie (10-72) |                      |                      |
| 2016-2017 | Boston (53-29)       | Toronto (51-31)      | New York (31-51)     | Philadelphie (28-54) | Brooklyn (20-62)     |                      |                      |
| 2017-2018 | Toronto (59-23)      | Boston (55-27)       | Philadelphie (52-30) | New York (29-53)     | Brooklyn (28-54)     |                      |                      |
| 2018-2019 | Toronto (58-24)      | Philadelphie (51-31) | Boston (49-33)       | Brooklyn (42-40)     | New York (17-65)     |                      |                      |
| 2019-2020 | Toronto (53-19)      | Boston (48-24)       | Philadelphie (43-30) | Brooklyn (35-37)     | New York B (21-45)   |                      |                      |
| 2020-2021 | Philadelphie (49-23) | Brooklyn (48-24)     | New York (41-31)     | Boston (36-36)       | Toronto (27-45)      |                      |                      |
| 2021-2022 | Boston (51-31)       | Philadelphie (51-31) | Toronto (48-34)      | Brooklyn (44-38)     | New York (37-45)     |                      |                      |
| 2022-2023 | Boston (57-25)       | Philadelphie (54-28) | New York (47-35)     | Brooklyn (45-37)     | Toronto (41-41)      |                      |                      |
| 2023-2024 | Boston (64-18)       | New York (50-32)     | Philadelphie (47-35) | Brooklyn (32-50)     | Toronto (25-57)      |                      |                      |
| 2024-2025 | Boston (61-21)       | New York (51-31)     | Toronto (30-52)      | Brooklyn (26-56)     | Philadelphie (24-58) |                      |                      |